# José Manuel Rueda
José Manuel Rueda Sampedro (Linares, 30 januari 1988) is een Spaans voetballer. Hij speelt als middenvelder bij Omonia Nicosia.
Rueda speelt sinds het seizoen 2007/2008 voor FC Barcelona B. Met Barça B werd hij 2008 kampioen van de Tercera División Grupo 5. De middenvelder debuteerde op 17 mei 2008 voor het eerste elftal in de Primera División toen Rueda in de wedstrijd tegen Real Murcia als vervanger van Eiður Guðjohnsen in het veld kwam. In 2010 promoveerde hij met het tweede elftal naar de Segunda División A. Kort na dit succes tekende Rueda bij Omonia Nicosia, evenals Barça Atlètics linksback Víctor Espasandín.
| seizoen    | club           | land   | competitie                 | wed. | goals |
| ---------- | -------------- | ------ | -------------------------- | ---- | ----- |
| 2007/08    | FC Barcelona B | Spanje | Tercera División Grupo 5   | 19   | 0     |
| 2007/08    | FC Barcelona   | Spanje | Primera División           | 1    | 0     |
| 2008/09    | FC Barcelona B | Spanje | Segunda División B Grupo 3 | 24   | 1     |
| 2009/10    | FC Barcelona B | Spanje | Segunda División B Grupo 3 | 31   | 4     |
| 2010       | FC Barcelona B | Spanje | Promotieplay-offs          | 6    | 0     |
| Bijgewerkt | 21-06-2010     |        |                            |      |       |